# 류지광
류지광(1985년 8월 19일 ~ )은 대한민국의 모델, 가수, 배우이다.

## 학력
- 영일고등학교
- 한세대학교

## 방송
- 슈퍼스타K3 (2011년) - Top32
- 내일은 미스터트롯 (2020년)
- 비디오스타 (2020년)
- 밥은 먹고 다니냐? (2020년)
- 행복한 아침 (2020년)
- 복면가왕 (2020년)
- 극한 직업 (텔레비전 프로그램) (2020년)
- 개는 훌륭하다 (2020년)
- 신청곡을 불러드립니다 - 사랑의 콜센타 (2020년)
- 위플레이 시즌2 (2020년)
- 퀴즈 위의 아이돌 (2020년)
- CTS 대한민국 K-가스펠 (2021년)
- 청년백서 (2021년)
- 장경동 목사의 잘 살아보세 (2022년)
- 생방송 행복드림 로또 6/45 (2023년) - 게스트 1052회

## 드라마 특별출연
- 2020년 KBS2 일일드라마 《비밀의 남자》 - 류지광 역
- 2020년 KBS1 일일드라마 《누가 뭐래도》 - PAT 의류 매장 직원 역
- 2021년 KBS2 일일드라마 《미스 몬테크리스토》 - 류지광 역